# Victoriapithecinae
Victoriapithecinae es una subfamilia de primates extintos pertenecientes a la familia Cercopithecidae. Esta subfamilia a veces es clasificada como familia independiente.

## Géneros
- Género Victoriapithecus †
- Género Prohylobates †
- Género Adelopithecus †